# Newbury (Berkshire)
Newbury ist eine Kleinstadt im Westen der englischen Grafschaft Berkshire im Vereinigten Königreich und gehört ebenso wie Hungerford zum Bezirk West Berkshire. Die nächste größere Stadt in der Grafschaft ist Reading.
Newbury hat mit dem eingemeindeten Thatcham über 50.000 Einwohner.

## Infrastruktur
Der Ort ist der Hauptsitz des Mobilfunkanbieters Vodafone.

### Verkehr
Newbury verfügt über einen Autobahnanschluss an die M 4 sowie über zwei Haltestellen an der Bahnstrecke Reading–Plymouth Line. Der Fluss Kennet und der Kennet-und-Avon-Kanal fließen durch die Stadt.

### Bildung
Die Stadt ist bildungspolitisch stark ausgebaut und hat mehrere weiterführende Schulen, darunter die elitäre Downe-House Schule für Mädchen, eine Privatschule mit hohem Schulgeld. Diese Schule wurde bei einem Schulvergleich als beste Schule in West-Berkshire ausgezeichnet.
Daneben gibt es die Park House School and Sports College, die St. Barts School, Kennet School und auch das Newbury College, an dem neben der Möglichkeit zu Schulabschlüssen auch zahlreiche weiterbildende Angebote gemacht werden. Weiter existiert mit der Mary Hare School eine Schule für Gehörlose. Die Stadt hat außerdem eine moderne Bibliothek mit 27 Internet-Arbeitsplätzen.

## Sehenswürdigkeiten
Die wichtigste Sehenswürdigkeit ist Donnington Castle. Newbury war im Englischen Bürgerkrieg des 17. Jahrhunderts der Schauplatz zweier Schlachten. Während einer langen Belagerung wurde Donnington Castle zwar bis auf die Grundmauern zerschossen, wegen seiner noch stehenden Frontmauer erweckt es aber den Eindruck einer Burg, so dass man erst beim Besuch merkt, dass sich dahinter nichts verbirgt. Durch seine exponierte Lage bietet der Ort auch den besten Blick über ganz Newbury und das Tal von Kennet und Avon Kanal.
Die St Nicolas Church wurde im 16. Jahrhundert in den Formen des späten Perpendicular Style errichtet.

## Freizeit und Versorgung
Einkaufsmöglichkeiten bieten das zentrale Kennet Center sowie die Megastores der Supermarktketten Tesco und Sainsbury’s. Das Corn Exchange ist ein Veranstaltungsort für Kino, Theater, Konzerte und weitere kulturelle Höhepunkte. Neben dem Club Liquids, einer Vergnügungseinrichtung, verfügt Newbury über zahlreiche Pubs und Restaurants. Zusätzlich gibt es in Newbury auch noch eine bekannte Rennbahn für Galopprennen.

## Städtepartnerschaften
Newbury unterhält Städtepartnerschaften mit folgenden Städten (in Klammern das Jahr der Etablierung):
- Feltre, Italien (2003)
- Eeklo, Belgien (1974)
- Bagnols-sur-Cèze, Frankreich (1970)
- Braunfels, Deutschland (1963)

## Söhne und Töchter der Stadt
- Francis Baily (1774–1844), Astronom
- John Newport Langley (1852–1925), Physiologe und Histologe
- John Winterton (1898–1987), Generalmajor der British Army
- Edward Charles Titchmarsh (1899–1963), Mathematiker
- George Dangerfield (1904–1986), Journalist und Autor
- Richard Adams (1920–2016), Bestseller-Autor
- Michael Bond (1926–2017), Schriftsteller
- John Patrick Crowley (* 1941), römisch-katholischer Geistlicher, Bischof von Middlesbrough 1992–2007
- Dave Bonner (* 1942), Radrennfahrer
- David Rosen (* 1951), Rabbiner, Hochschullehrer
- Nigel Cleere (* 1955), Ornithologe
- Richard Allen (* 1964), Illustrator
- Jason Heaver (* 1974), Dartspieler
- Rhys Tyler (* 1992), Fußballspieler
- Luke Humphries (* 1995), Dartspieler